# XPoSat
X-ray Polarimeter Satellite (XPoSat) це космічний рентгенівський телескоп, що був розроблений та запущений Індійською організацією космічних досліджень і розробок (англ. Indian Space Research Organisation, ISRO) для вивчення поляризації рентгенівських космічних джерел випромінювання. Його було запущено 1 січня 2024 року з допомогою ракети-носія PSLV, а очікувана тривалість роботи складає не менше п'яти років.
Телескоп був розроблений Раманівським дослідницьким інститутом (англ. Raman Research Institute, RRI) в співпраці із Супутниковим центром ім. U R Rao (URSC). За даними ISRO, ця місія доповнить зусилля космічного агентства США NASA, яке в 2021 році запустило рентгенівський телескоп Imaging X-ray Polarimetry Explorer (IXPE), спостерігаючи в широкому енертгетичному діапазоні 2-30 кеВ.
Вивчення того, як випромінювання поляризується, дозволяє визначити природу його джерела, включаючи силу та розподіл його магнітних полів і природу іншого випромінювання навколо нього. XPoSat вивчатиме 50 найяскравіших відомих джерел у Всесвіті, включаючи пульсари, рентгенівські подвійні чорні діри, активні ядра галактик, нейтронні зорі та нетеплове випромінювання залишків наднових.